# Cryptolabis (Cryptolabis) laticostata
Cryptolabis (Cryptolabis) laticostata is een tweevleugelige uit de familie steltmuggen (Limoniidae). De soort komt voor in het Neotropisch gebied.